# Họ Chuồn chuồn kim cánh rộng
Họ Chuồn chuồn kim cánh rộng (danh pháp khoa học: Calopterygidae) là một họ côn trùng thuộc bộ Odonata. Những loài chuồn chuồn kim cánh rộng này có sải cánh khoảng 5–8 cm. Họ này có khoảng 150-160 loài. Tại Trung Âu phổ biến nhất là chuồn chuồn kim cánh rộng có dải màu (Calopteryx splendens) và hai loài khác là chuồn chuồn kim cánh rộng tây nam Âu (Calopetryx xanthostoma) và chuồn chuồn kim cánh rộng màu đồng (Calopteryx haemorrhoidalis). Tại Nam Âu có 2 loài vừa liệt kê còn có chuồn chuồn kim cánh rộng màu lam (Calopteryx virgo).

## Phân loại và tiến hóa
Có khoảng 150-160 loài chuồn chuồn kim cánh rộng, nằm trong 16 chi. Các chi nhiều loài nhất là Hetaerina với 37 loài sinh sống ở vùng cận bắc cực và nhiệt đới châu Mỹ, Calopteryx với 29 loài trong khu vực ôn đới và cận cực của đại lục Á-Âu và khu vực Bắc Phi, Indomalaysia và cận bắc cực cũng như Mnesarete với 22 loài ở vùng nhiệt đới châu Mỹ. Nhóm họ hàng chị em của chuồn chuồn kim cánh rộng là phân họ Haeterinidae.
Phân họ Caliphaeinae Tillyard & Fraser, 1939:
- Caliphaea Hagen in Selys, 1859
- Noguchiphaea Asahina, 1976

Phân họ Calopteryginae Selys, 1859:
- Archineura Kirby, 1894
- Atrocalopteryx Dumont, Vanfleteren, De Jonckheere, & Weekers, 2005
- Calopteryx Leach, 1815
- Echo Selys, 1853
- Iridictyon Needham & Fisher, 1940
- Matrona Selys, 1853
- Mnais Selys, 1853
- Neurobasis Selys, 1853
- Phaon Selys, 1853
- Psolodesmus McLachlan, 1870
- Sapho Selys, 1853
- Umma Kirby, 1890
- Vestalis Selys, 1853

Phân họ Hetaerininae Selys, 1853:
- Hetaerina Cowley, 1934
- Mnesarete Hagen in Selys, 1853

## Hình ảnh

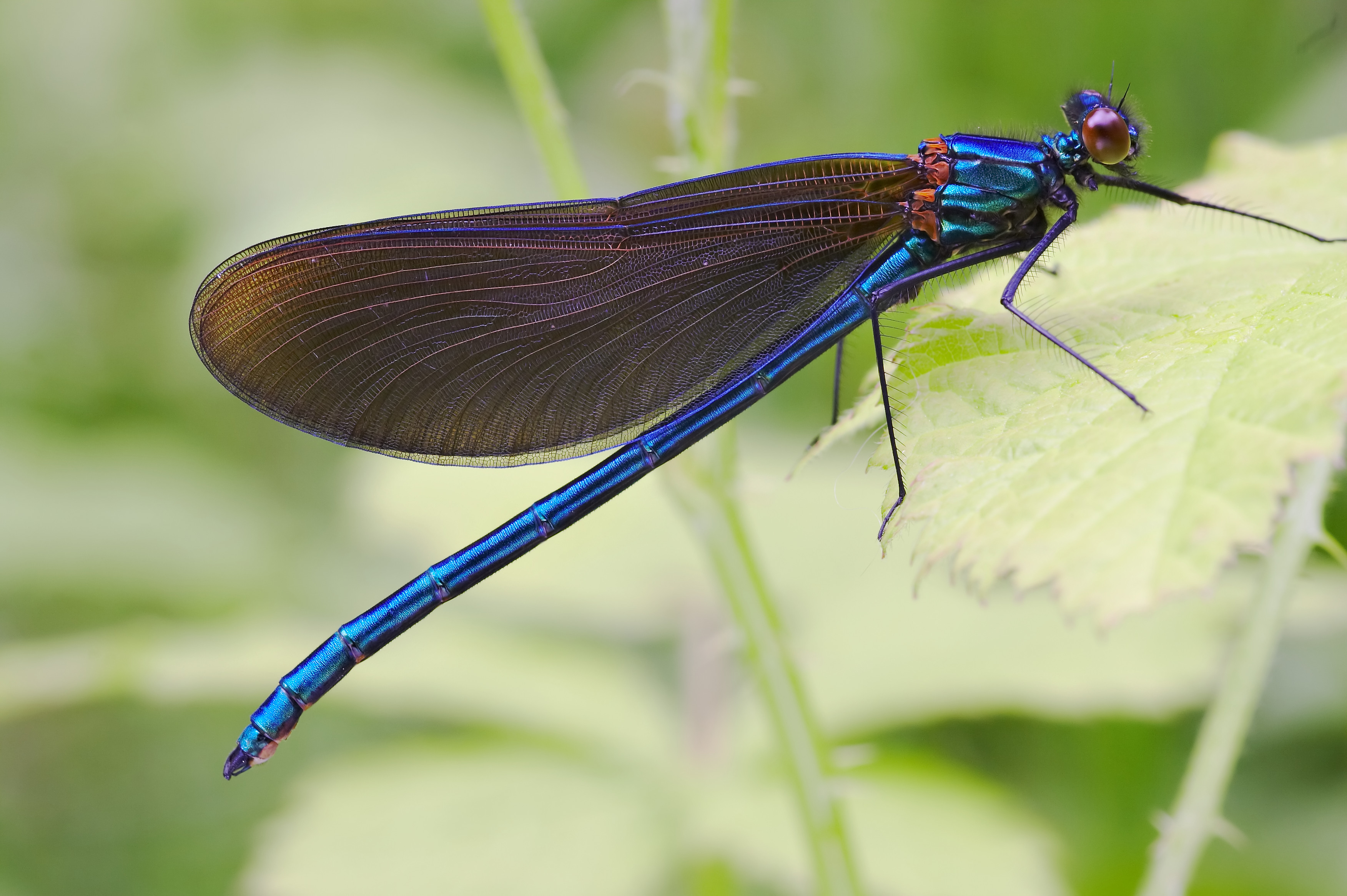
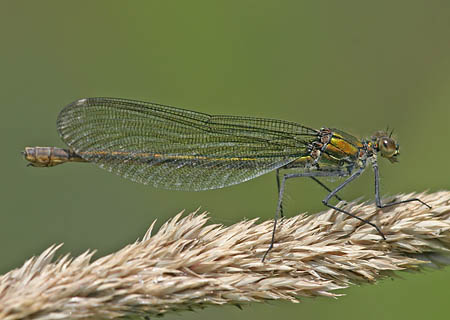
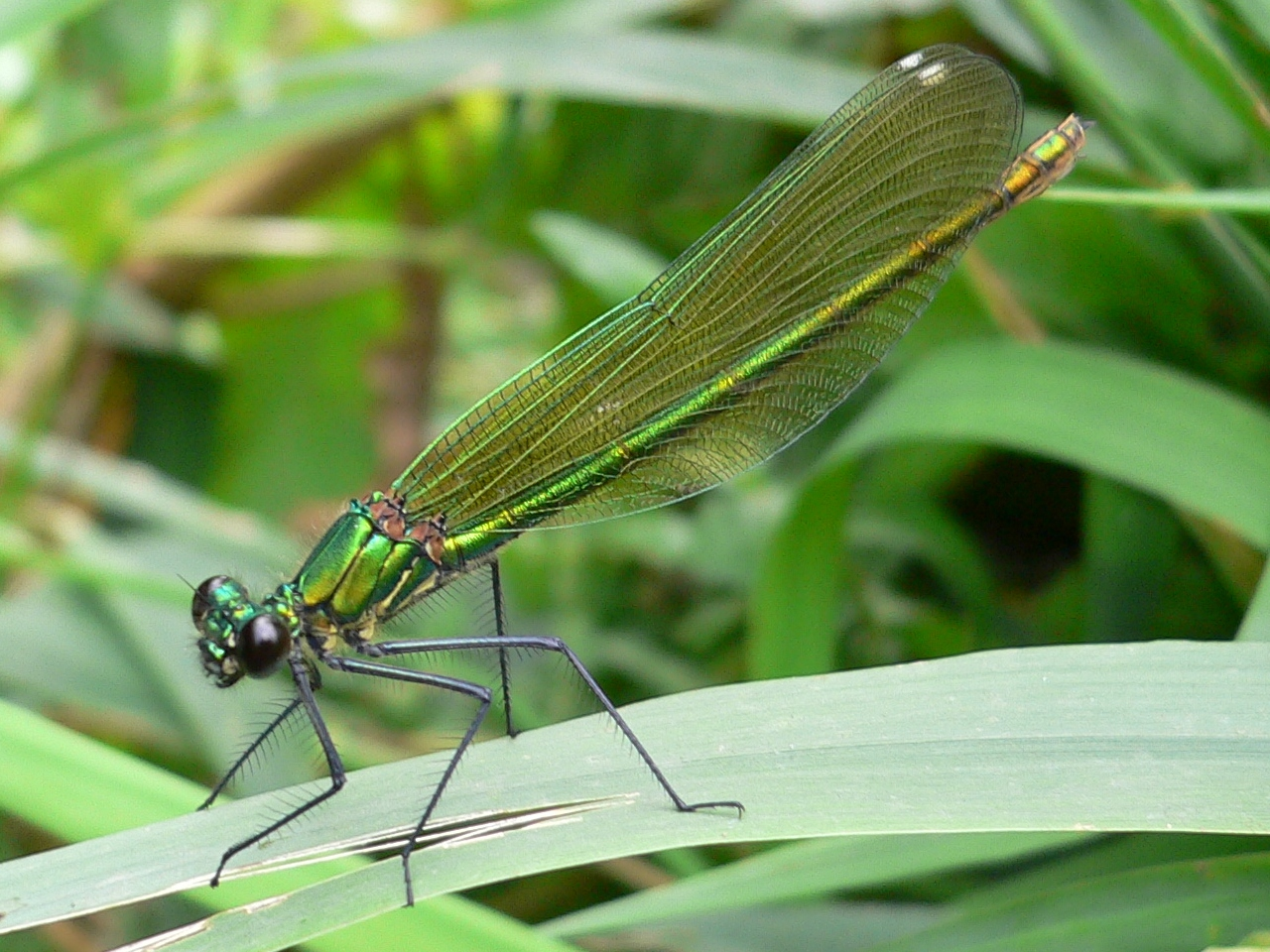
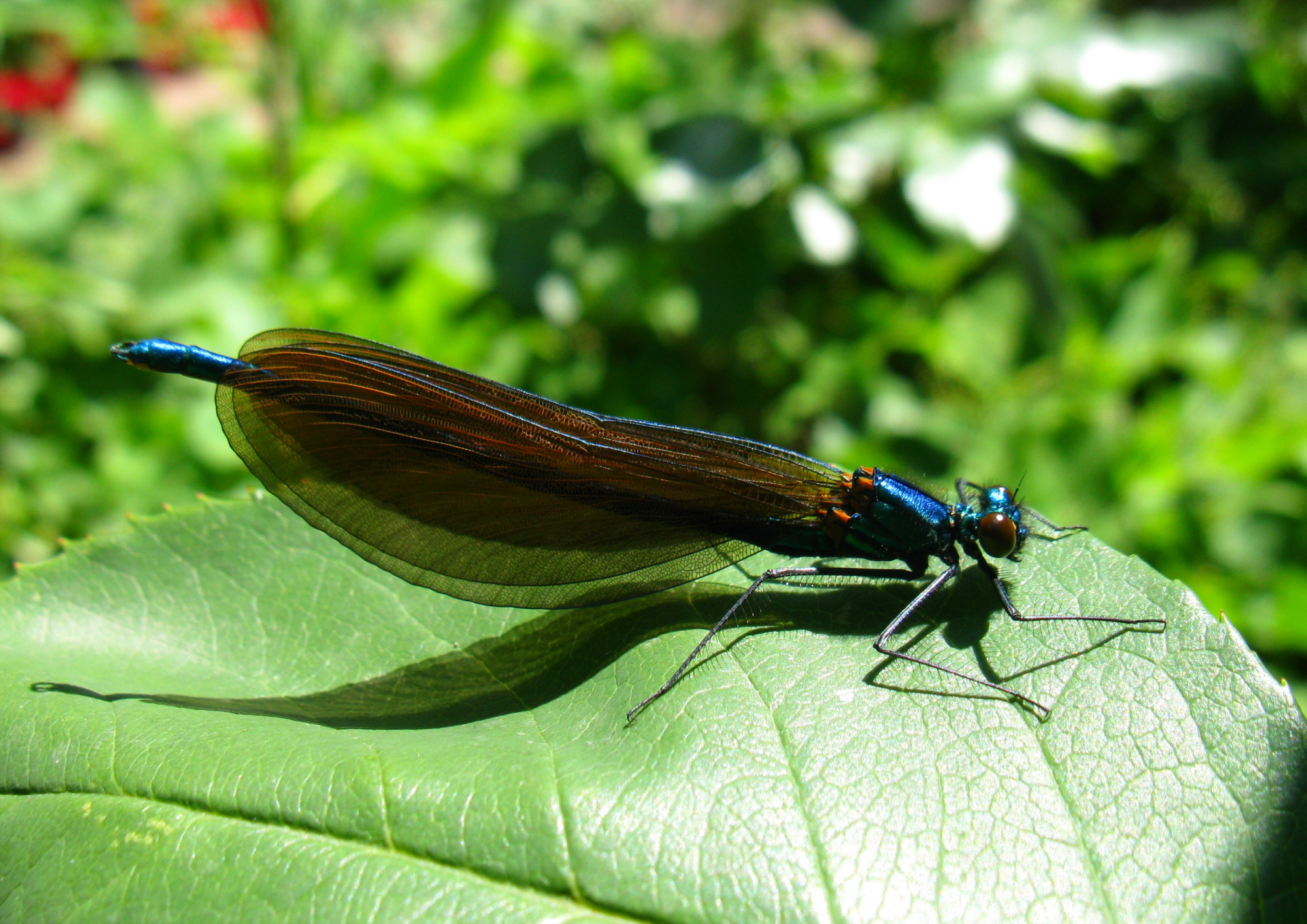

## Đặc trưng
Chuồn chuồn kim cánh rộng sinh sống ở châu Âu là những đại diện to lớn nhất trong họ này. Chúng có kích thước dài tới 5 cm và sải cánh rộng 6,0-7,5 cm. Thân của chuồn chuồn kim cánh rộng châu Âu là màu lục-lam ánh kim, những con đực còn có các cánh màu lam sặc sỡ, những loài có màu đồng thì màu của chúng dao động từ màu đồng tới màu nâu đồng. Loài Calopteryx splendens còn có chóp cánh trong suốt, vì thế người ta có thể dễ dàng phân biệt các loài này. Chuồn chuồn cái có các cánh mở rộng trong suốt và có rất ít loài với thân hình có màu sặc sỡ.